# Khỉ đêm Panama
Đêm khỉ Panama hay còn gọi là khỉ đêm Choco (Danh pháp khoa học: Aotus zonalis) là một loài khỉ đêm trước đây được coi là một phân loài của khỉ đêm bụng xám của họ khỉ đêm Aotidae, phạm vi phân bố của nó bao gồm Panama và khu vực Chocó của Colombia. Ngoài ra còn có các báo cáo chưa được xác nhận là chúng có sự hiện diện ở Costa Rica, đặc biệt là trên bờ biển Caribê của Costa Rica. Các loài này chắc chắn hiện diện ở vùng đất thấp Đại Tây Dương của Panama gần biên giới Costa Rica.
Việc phân loại chính xác của khỉ đêm Panama là không chắc chắn. Trong khi một số tác giả coi đó là một phân loài của khỉ đêm bụng xám Aotus lemurinus, các tác giả khác theo một nghiên cứu của Thomas Defler từ năm 2001, trong đó kết luận rằng nó là một loài riêng biệt với tên gọi là A. zonalis. Mặc dù người ta xem các giống khỉ là phổ biến với khách du lịch đến thăm quan Panama nhưng thói quen ăn đêm làm cho khỉ đêm Panama trở nên ít bắt gặp và thường thấy so với các loài khỉ ở Panama khác.

## Đặc điểm

### Mô tả
Khỉ đêm Panama là một con khỉ cỡ nhỏ, con đực nặng khoảng 889 gram (31,4 oz) và con cái nặng khoảng 916 gram (32,3 oz). Các sợi lông trên lưng khoảng từ nâu xám đến nâu đỏ. Bụng chúng có màu vàng. Lông trên mặt sau của bàn tay và bàn chân có màu đen hoặc nâu đậm, đó là một tính chất phân biệt chủ yếu từ các loài khác phía bắc hay "khỉ đêm cổ xám" Aotus; lông tóc của nó ngắn hơn, đặc điểm phân biệt khác liên quan đến hộp sọ của nó, trong đó có một khoang sọ rộng. Giống như những con khỉ đêm khác, khỉ đêm Panama có đôi mắt lớn được tiến hóa để hỗ trợ cho đời sống về đêm của nó giúp nhìn rõ hơn trong màn đêm. Nhưng không giống như nhiều loài động vật sống về đêm, đôi mắt của nó không có một lớp lucidum tapetum. Cũng giống như con khỉ đêm khác, nó có một cái đuôi ngắn so với kích thước cơ thể.

### Tập tính
Đêm khỉ Panama là loài sống trên cây và kiếm ăn về đêm. Nó và các thành viên khác của chi Aotus là những con khỉ ăn đêm duy nhất. Nó được nhìn thấy trong một số loại rừng, bao gồm rừng trồng và rừng cà phê, chúng sống thành từng nhóm nhỏ từ hai đến sáu con khỉ, bao gồm một cặp khỉ trưởng thành và một trẻ sơ sinh và một số cá thể chưa thành niên và sắp thành niên. Chúng giao tiếp với nhau bằng âm thanh, khứu giác và các hành vi giao tiếp đã được con người ghi lại. Ít nhất chín kiểu tiếng gọi nhau bằng giọng đã được báo cáo, bao gồm nhiều loại tiếng la hét, tiếng rên rỉ.
Những con đực phát triển một tuyến mùi hương gần đuôi của chúng ở độ tuổi khoảng một năm được sử dụng để đánh dấu mùi và rẩy nước tiểu, trong nước tiểu được cọ xát trên bàn tay và bàn chân, cũng được sử dụng để báo hiệu thông tin liên lạc về hành vi dường như là ít quan trọng hơn so với các hình thức tiếng gọi và giao tiếp bằng mùi hương (khứu giác), nhưng nhất định, bao gồm cả màn khoe mẽ uốn lưng, nhảy nhót, tiểu tiện, đại tiện đã được ghi nhận. Khỉ đêm Panama thường di chuyển trên tất cả bốn chân, mặc dù nó có khả năng nhảy hoặc chạy khi cần thiết.
Nó ăn nhiều loại thức ăn. Trong một nghiên cứu, trên đảo Barro Colorado tại Panama, chế độ ăn uống của nó đã được thống kê bao gồm 65% là trái cây, 30% là lá và 5% là các loài côn trùng. Cùng với các loài khỉ đêm khác, khỉ đêm Panama là một trong số ít những con khỉ thực hiện chế độ một vợ một chồng (chung thủy ở động vật). Các cặp vợ một chồng thường sinh ra một bé khỉ con duy nhất mỗi năm, mặc dù việc sinh đôi thỉnh thoảng có xảy ra. Thời kỳ mang thai là khoảng 133 ngày, khỉ cha mang trẻ sơ sinh từ khi nó là một hoặc hai ngày tuổi đem qua để các mẹ cho con bú.